# أورلوف
اورلوف (الروسية: Орлов) هي إحدى مدن روسيا في الكيان الفدرالي الروسي كيروف أوبلاست.